# 1120
| Calendário gregoriano                                                        | 1120 MCXX                                             |
| Ab urbe condita                                                              | 1873                                                  |
| Calendário arménio                                                           | 569 – 570                                             |
| Calendário bahá'í                                                            | -724 – -723                                           |
| Calendário budista                                                           | 1664                                                  |
| Calendário chinês                                                            | 3816 – 3817 Início a 2 de fevereiro (aproximadamente) |
| Calendário copta                                                             | 836 – 837                                             |
| Calendário etíope                                                            | 1112 – 1113                                           |
| Calendários hindus - Vikram Samvat - Calendário nacional indiano - Cáli Iuga | 1175 – 1176 1041 – 1042 4220 – 4221                   |
| Calendário Holoceno                                                          | 11120                                                 |
| Calendário islâmico                                                          | 514 – 515                                             |
| Calendário judaico                                                           | 4880 – 4881                                           |
| Calendário persa                                                             | 498 – 499                                             |
| Calendário rúnico                                                            | 1370                                                  |
| Calendário solar tailandês                                                   | 1663                                                  |

1120 (MCXX, na numeração romana) foi um ano bissexto do século XII do Calendário Juliano, da Era de Cristo, e as suas letras dominicais foram D e C (53 semanas), teve  início a uma quinta-feira e terminou a uma sexta-feira.
No território que viria a ser o reino de Portugal estava em vigor a Era de César que já contava 1158 anos.
| Ano completo                           |
| -------------------------------------- |
| Ano bissexto com início à quinta-feira |

## Eventos
- D. Teresa faz carta de doação e couto do burgo do Porto a D. Hugo e a seus sucessores.
- O Arcebispo de Compostela, Diogo Gelmires, obtém do Papa Calisto II as dioceses da antiga metrópole de Mérida, Coimbra e outros bispados portugueses ao sul do Douro, Este facto levou a intermináveis questões entre Braga e Compostela, que haviam de prolongar-se durante quase toda a Idade Média.

## Nascimentos
- Luis VII de França.
- Gomes Pais da Silva.
- Gonçalo Mendes de Sousa, foi um Cavaleiro medieval do Reino de Portugal e padroeiro do Mosteiro de Pombeiro, m. 1190.
- Pedro Beltran, Senhor do Castelo de Malagón e da Casa de Malagón.
- Mem Pires de Longos, Nobre Portucalense e senhor da freguesia de Santa Cristina de Longos, Portugal.

## Mortes
- 24 de Setembro - Guelfo II de Baviera, n. 1075, foi duque da Baviera.
- 25 de Novembro - Guilherme Adelin, filho e herdeiro de Henrique I de Inglaterra, no Naufrágio do White Ship.
- 25 de Novembro - Matilde Fitzroy, condessa de Perche, filha ilegítima de Henrique I de Inglaterra e meia irmã de Guilherme Adelin, também morreu no naufrágio.
- 17 de dezembro - Balduíno III de Hainaut, conde de Hainaut n. 1088.
- Erardo I de Brienne n. 1090 foi conde de Brienne.